# Metapedia
A Metapedia é um site que propaga pontos de vista da extrema direita, do nacionalismo branco, da  supremacia branca, do separatismo branco, do antissemitismo, do negacionismo do Holocausto, do neonazismo, do duginismo e eurasianismo, geralmente através de informações falsas.
O site se descreve como focado na cultura, arte, ciência, filosofia e política européias. Foi lançado oficialmente em 26 de outubro de 2006 na versão em sueco. A versão em inglês foi lançada em 28 de abril de 2007. Em 2013 a versão em húngaro continha o maior número de artigos.

## História
A versão sueca foi criada em 2006 por Anders Lagerström, um editor  neonazista originário de Linköping, Suécia.
"Anders Lagerström esteve envolvido por muito tempo em organizações  e movimentos de extrema direita. Em 2000, foi condenado por ter lançado gás lacrimogêneo contra um policial. Em 2002 criou a editora Nordic, especializada em literatura nazista e música White Power. Lagerström é também uma figura de destaque da  Nordiska Förbundet ('Associação Nórdica'), organização que prega a formação de uma 'nação nórdica'. Segundo o site da organização, essa nação seria  uma sociedade cujos povo, governo e mídia estariam completamente sob o controle nórdico".
As ligações de  Lagerström com  a extrema-direita sueca não são citadas em nenhuma das  edições da Metapedia.[carece de fontes?]
O historiador sueco Rasmus Fleischer escreveu que "em 2007, outra rede começou a se cristalizar dentro da direita radical europeia mas com um  caráter ideológico muito diferente. Ativistas do grupo sueco Nordiska Förbundet fizeram um esforço coordenado, utilizando a Internet, para propagar uma imagem mais 'positiva' do neofascismo, denominado por eles "terceira posição" e "política nacional revolucionária". Criaram um portal de blogs (Motpol.nu), uma comunidade virtual (Nordisk.nu) e um site wiki (Metapedia). Atualmente a Metapedia é editada em cerca de dez idiomas, tornando-se assim um meio vital para a diseminação da ideologia etiquetada como "multifascista". Metapedia tende a promover o antissemitismo de maneira velada, utilizando os hiperlinks wiki para fazer insinuações acerca de uma conspiração judaica.
É baseada no  funcionamento do software  MediaWiki e de interwikis.[carece de fontes?]
A palavra Metapédia é um neologismo formado, a partir do grego, pelo prefixo grego meta, que significa  para além de, e paideia, que significa educação. Segundo é declarado em sua "Página Principal", a Metapedia aborda temas relacionados com a cultura, arte, ciência, filosofia e política", especialmente aqueles "que não são geralmente abordados em enciclopédias oficiais". Ainda segundo o site, a Metapédia tem uma "finalidade metapolítica, com o intuito de influenciar o debate, a cultura e a perspectiva histórica oficiais."[carece de fontes?]